# SexeS
「SexeS」（セクシーズ）は、岡村靖幸のリミックス・シングル。2000年6月21日にEpic Recordsから発売された。

## 概要
20枚目のシングル「セックス」のアナログ盤収録音源をCD化したリミックス・シングル。初回盤のみ、紙ジャケット仕様。

## 収録曲
全曲　作詞・作曲・編曲：岡村靖幸
1. SEX (Lust Version)
2. SEX (Ski’s sexy beats mix)
3. SEX (COLDFEET remix)

## 収録アルバム
| 曲名                       | 収録アルバム         | 備考 |
| -------------------------- | -------------------- | ---- |
| SEX (Lust Version)         | 『岡村ちゃん大百科』 |      |
| SEX (Ski’s sexy beats mix) | 『岡村ちゃん大百科』 |      |
| SEX (COLDFEET remix)       | 『岡村ちゃん大百科』 |      |